# Justes
Justes é uma povoação portuguesa do Município de Vila Real que foi sede da extinta Freguesia de Justes, freguesia que tinha 8,64 km² de área e 333 habitantes (2011). 
A Freguesia de Justes foi extinta (agregada) pela reorganização administrativa de 2012/2013, tendo o seu território sido integrado na então criada União das Freguesias de São Tomé do Castelo e Justes.
Justes era o único lugar da freguesia.

## População
| População da freguesia de Justes (1960–2011) | População da freguesia de Justes (1960–2011) | População da freguesia de Justes (1960–2011) | População da freguesia de Justes (1960–2011) | População da freguesia de Justes (1960–2011) | População da freguesia de Justes (1960–2011) |
| 1960                                         | 1970                                         | 1981                                         | 1991                                         | 2001                                         | 2011                                         |
| -------------------------------------------- | -------------------------------------------- | -------------------------------------------- | -------------------------------------------- | -------------------------------------------- | -------------------------------------------- |
| 638                                          | 506                                          | 561                                          | 482                                          | 432                                          | 333                                          |

| Distribuição da População por Grupos Etários em 2001 e 2011 | Distribuição da População por Grupos Etários em 2001 e 2011 | Distribuição da População por Grupos Etários em 2001 e 2011 | Distribuição da População por Grupos Etários em 2001 e 2011 | Distribuição da População por Grupos Etários em 2001 e 2011 | Distribuição da População por Grupos Etários em 2001 e 2011 | Distribuição da População por Grupos Etários em 2001 e 2011 | Distribuição da População por Grupos Etários em 2001 e 2011 | Distribuição da População por Grupos Etários em 2001 e 2011 | Distribuição da População por Grupos Etários em 2001 e 2011 |
| ----------------------------------------------------------- | ----------------------------------------------------------- | ----------------------------------------------------------- | ----------------------------------------------------------- | ----------------------------------------------------------- | ----------------------------------------------------------- | ----------------------------------------------------------- | ----------------------------------------------------------- | ----------------------------------------------------------- | ----------------------------------------------------------- |
| Idade                                                       | 0-14                                                        | 15-24                                                       | 25-64                                                       | > 65                                                        |                                                             | 0-14                                                        | 15-24                                                       | 25-64                                                       | > 65                                                        |
| 2001                                                        | 43                                                          | 50                                                          | 210                                                         | 129                                                         |                                                             | 10,0%                                                       | 11,6%                                                       | 48,6%                                                       | 29,9%                                                       |
| 2011                                                        | 23                                                          | 28                                                          | 157                                                         | 125                                                         |                                                             | 6,9%                                                        | 8,4%                                                        | 47,1%                                                       | 37,5%                                                       |

## História
Teve povoamento pré-histórico (conforme comprovam achados arqueológicos datáveis do Neolítico e da Idade do Bronze), mas de Justes há notícias apenas na Idade Média, com uma carta de povoamento datada de 1 de Agosto de 1222.
Pertenceu a São Lourenço de Ribapinhão (freguesia actualmente integrada no município de Sabrosa) e, pelo menos desde 1721 (data da Relação de Vila Real e seu Termo), a Lamares. Em 20 de Abril de 1956 foi desanexada desta, passando a constituir a sua própria freguesia.
Na sequência da reorganização administrativa ditada pela Lei n.º 22/2012, o seu território foi anexado ao da vizinha freguesia de São Tomé do Castelo, passando o conjunto a designar-se oficialmente União das Freguesias de São Tomé do Castelo e Justes. Assim, "Justes" foi de facto extinta enquanto designação oficial de freguesia.

## Património Cultural
- Capela de Santa Maria Madalena